# Delia pilimana
Delia pilimana este o specie de muște din genul Delia, familia Anthomyiidae. A fost descrisă pentru prima dată de Stein în anul 1920.
Este endemică în Colorado. Conform Catalogue of Life specia Delia pilimana nu are subspecii cunoscute.